# Phaonia flavicauda
Phaonia flavicauda är en tvåvingeart som beskrevs av Cui, Zhang och Xue 1998. Phaonia flavicauda ingår i släktet Phaonia och familjen husflugor. Inga underarter finns listade i Catalogue of Life.